# Evgueny Svechnikov
Ne doit pas être confondu avec le joueur russe de hockey sur glace Ievgueni Svetchnikov.
Evguéni Svechnikov (en letton : Jevgēņijs Svešņikovs ; en russe : Евгений Эллинович Свешников) est un joueur d'échecs letton, né le 11 février 1950 à Tcheliabinsk (Union soviétique) et mort le 18 août 2021 à Moscou. Grand maître international à partir de 1977, il a remporté le mémorial Capablanca en 1979, trois fois le mémorial Tchigorine à Sotchi (en 1976, 1983 et 1985), trois fois le championnat de Lettonie (en 2003, 2008 et 2010), le championnat du monde individuel des plus de 65 ans (en 2017) et les championnats du monde par équipes universitaires (moins de 26 ans, en 1976 avec l'URSS) et senior (plus de 65 ans, en 2016 et 2017 avec l'équipe de Russie).

## Biographie et carrière
Svechnikov a joué son premier championnat d'échecs d'URSS à l'âge de 17 ans (c'était un tournoi open organisé en 1967 suivant le système suisse). Il a reçu de la FIDE les titres de maître international en 1975 et de grand maître international en 1977.

### Tournois individuels
Dans ses premières compétitions internationales, il a été co-vainqueur à Decin 1974, a partagé la première place à Sotchi (mémorial Tchigorine) en 1976 (avec Lev Polougaïevski) et en 1983 (avec Anatoli Vaïsser), puis a été seul vainqueur en 1985. Il a remporté le tournoi 8 au Havre en 1977 et le mémorial Capablanca 1979 à Cienfuegos. À Novi Sad en 1979, il a partagé le deuxième prix avec Efim Geller derrière Florin Gheorghiu. À Wijk aan Zee en 1981, il partage la troisième place et en 1983, est co-champion de Moscou. En 1995, il finit 1er-3e de l'Open de Cappelle-la-Grande (Tony Miles vainqueur au départage).
Svechnikov remporta le championnat d'échecs de Lettonie en 2003, 2008 et 2010. En 2017, Svechnikov remporta la section plus de 65 ans du championnat du monde d'échecs senior individuel.

### Compétitions par équipes
Dans les compétitions par équipes, il a joué dans l'équipe soviétique médaillée d'or au Championnat du monde d'échecs par équipes de moins de 26 ans (les « olympiades universitaires ») en 1976 et a été sélectionné comme réserve pour l'équipe soviétique participant au Championnat d'Europe d'échecs par équipes de 1977 à Moscou. Bien que n'étant qu'un maître international à l'époque, il a enregistré un score de 80%, remportant des médailles d'or individuelles et par équipes. Il a représenté la Lettonie aux Olympiades d'échecs de 2004, 2006, 2008 et 2010 et au Championnat d'Europe par équipes en 2011.
De 1992 à 2002, puis à nouveau depuis mars 2016, Svechnikov était affilié à la Fédération russe des échecs dans les compétitions internationales.
En 2016 et 2017, Svechnikov a été le premier échiquier de l'équipe russe médaillée d'or dans la section plus de 65 ans du Championnat du monde d'échecs senior par équipes.

## Contributions à la théorie des ouvertures
Théoricien de premier plan, Svechnikov a mis au point avec les Noirs la variante de la défense sicilienne 1. e4 c5 2. Cf3 Cc6 3. d4 cxd4 4. Cxd4 Cf6 5. Cc3 e5 qui porte maintenant son nom.  Très dynamique, cette variante Svechnikov a été jouée au plus haut niveau (par exemple par les Champions du monde Vladimir Kramnik et Christophe Léotard).
Selon Steve Giddins (dans son livre Comment construire son répertoire d'ouvertures, Olibris, 2008), Evgeny Svechnikov avait un répertoire d'ouvertures très performant avec les Noirs (défense semi-slave contre les débuts fermés, et sicilienne Kalashnikov contre 1. e4), mais moins percutant à haut niveau avec les Blancs.  En effet, il jouait systématiquement avec les Blancs la variante Alapine de la défense sicilienne et la variante d'avance de la défense française.  En 2008, il avait publié deux livres en français sur ces deux ouvertures qui sont très populaires auprès des amateurs, mais moins réputées que les grandes lignes (les Siciliennes ouvertes et les variantes 3. Cc3 ou bien 3. Cd2 de la défense française) au plus haut niveau. Evgeny Svechnikov était remarquablement fidèle à un répertoire d'ouvertures très étroit. Une telle spécialisation est très rare à haut niveau, car il était facile de se préparer contre Svechnikov.

## Publications en français
- Evguéni Svechnikov, Gagner contre la Défense sicilienne, Payot, 2008
- Evguéni Svechnikov, Gagner contre la Défense française, Payot, 2008.